# Hieracium argutifolium
Hieracium argutifolium es una especie de planta con flor del género Hieracium, de la familia Asteraceae, orden Asterales.

## Distribución
Hieracium argutifolium se distribuye por Inglaterra.

## Taxonomía
Fue descrita científicamente por Pugsl. Fue publicada en J. Linn. Soc., Bot. 54: 303 (1948).